# Кириловское (Псковская область)
Кириловское — деревня в Шиковской волости Островского района Псковской области.
Расположена в 52 км к востоку от города Острова и в 10 км к северу от волостного центра, деревни Шики.

## Население
Численность населения деревни по состоянию на 2000 год составляла 3 человека.
| 2001 | 2002 | 2010 |
| ---- | ---- | ---- |
| 3    | ↘2   | ↘0   |